# ويليام جوناس
ويليام جوناس (بالإنجليزية: William Jonas)‏ هو لاعب كرة قدم بريطاني (وحمل سابقاً جنسية المملكة المتحدة لبريطانيا العظمى وأيرلندا) في مركز الوسط، ولد في 1890 في المملكة المتحدة، وتوفي في 27 يوليو 1916. لعب مع نادي ليتون أورينت وJarrow F.C. ‏.